# Arte rupestre do extremo sul da península Ibérica

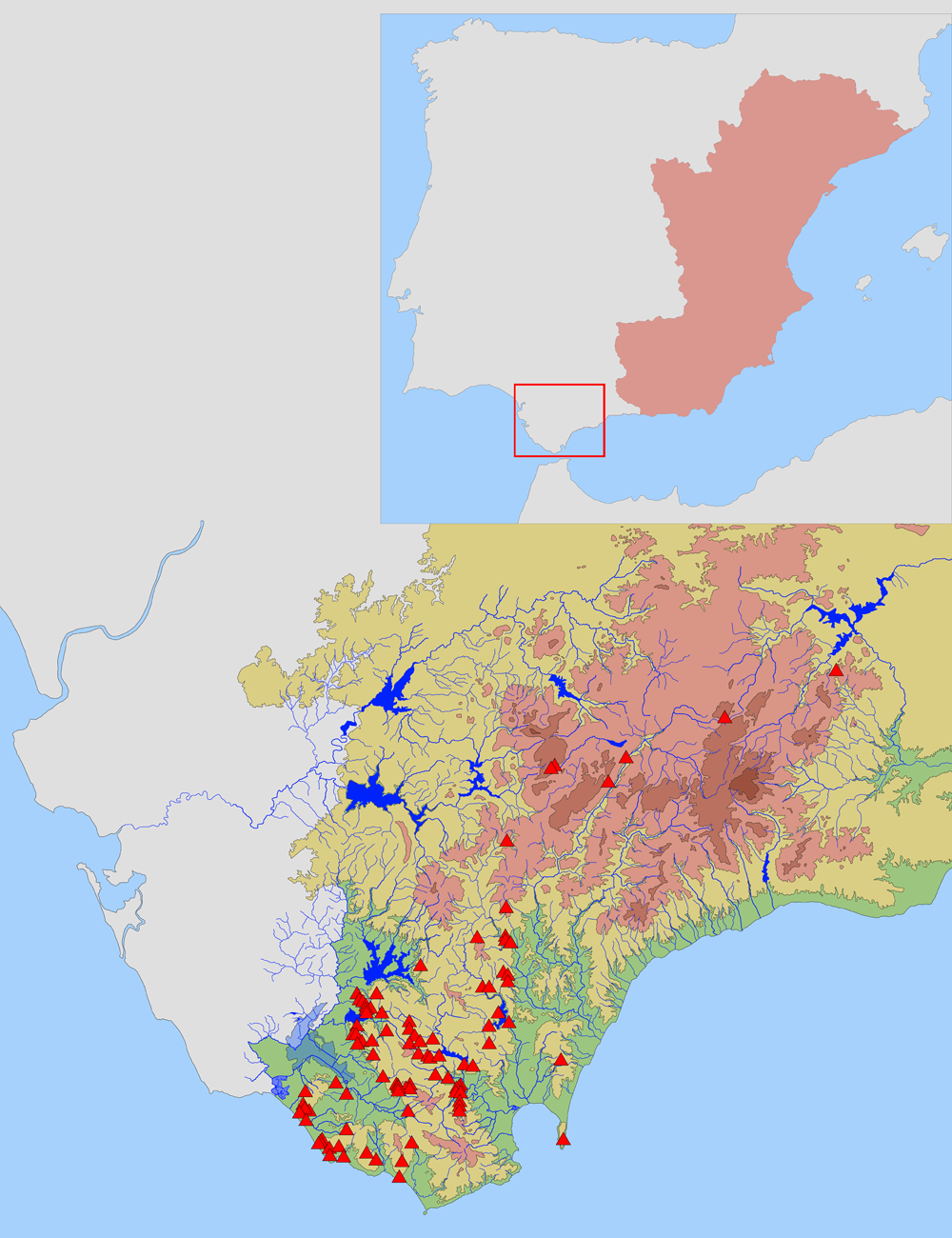

A arte rupestre do extremo sul da península Ibérica, conhecida localmente como arte sureño ("arte sulista"), refere-se a um conjunto de arte rupestre existente primariamente nas províncias de Cádis, bem como na de Málaga, na Andaluzia (Espanha).
Trata-se de mais de 180 cavernas e abrigos com representações pré-históricas em forma de pinturas e gravuras. As figuras mais antigas do conjunto datam do Paleolítico Superior. Um exemplo desta época são as gravuras de cavalos da Caverna do Mouro (Tarifa), que representam a arte paleolítica mais meridional do continente europeu. Com 20 000 anos de antiguidade, são mesmo mais antigas que as pinturas rupestres de bisões da famosa Caverna de Altamira. Outras manifestações parietais destas cavernas são post-paleolíticas (Neolítico, Calcolítico, Idade do Bronze, Idade do Ferro). Dentro do conjunto destaca-se o município de Tarifa (província de Cádis) com mais de meio centenar de cavernas e abrigos de todas as épocas pré-históricas.
A importância desta arte rupestre reside no fato de estas manifestações pré-históricas serem realizadas num período de cerca de 20 000 anos, o qual permite contemplar os câmbios de estilos, técnicas, evoluções e influências culturais que tiveram lugar durante tão dilatado espaço de tempo.
Destacam-se:
- Caverna do Mouro (Tarifa). Paleolítico (antiguidade: 20 000 anos). Destacam-se: Gravados de cavalos.
- Caverna do Tajo de las Figuras (Benalup). Neolítico. Destacam-se: Pinturas rupestres de aves.
- Caverna de Bacinete (Los Barrios). Idade do Bronze. Destacam-se: Zoomorfos e antropomorfos.
- Caverna da Laja Alta (Jimena de la Frontera). Arte proto-histórica. Destacam-se: Pinturas rupestres de barcos.

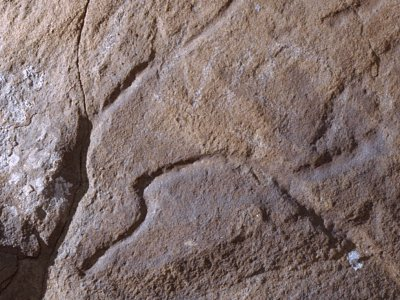
Caverna do Mouro
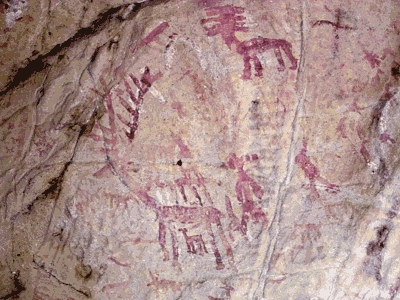
Tajo das Figuras
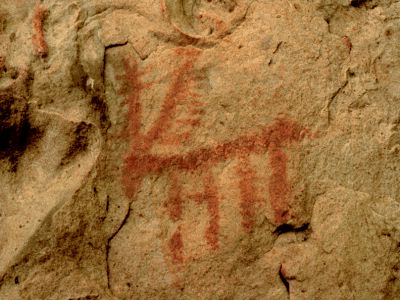
Caverna de Bacinete
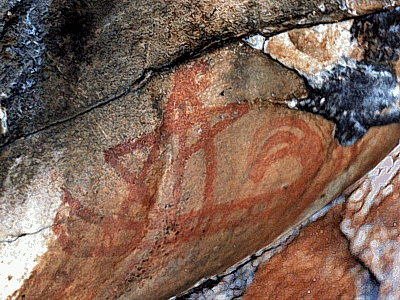
Caverna da Laja Alta
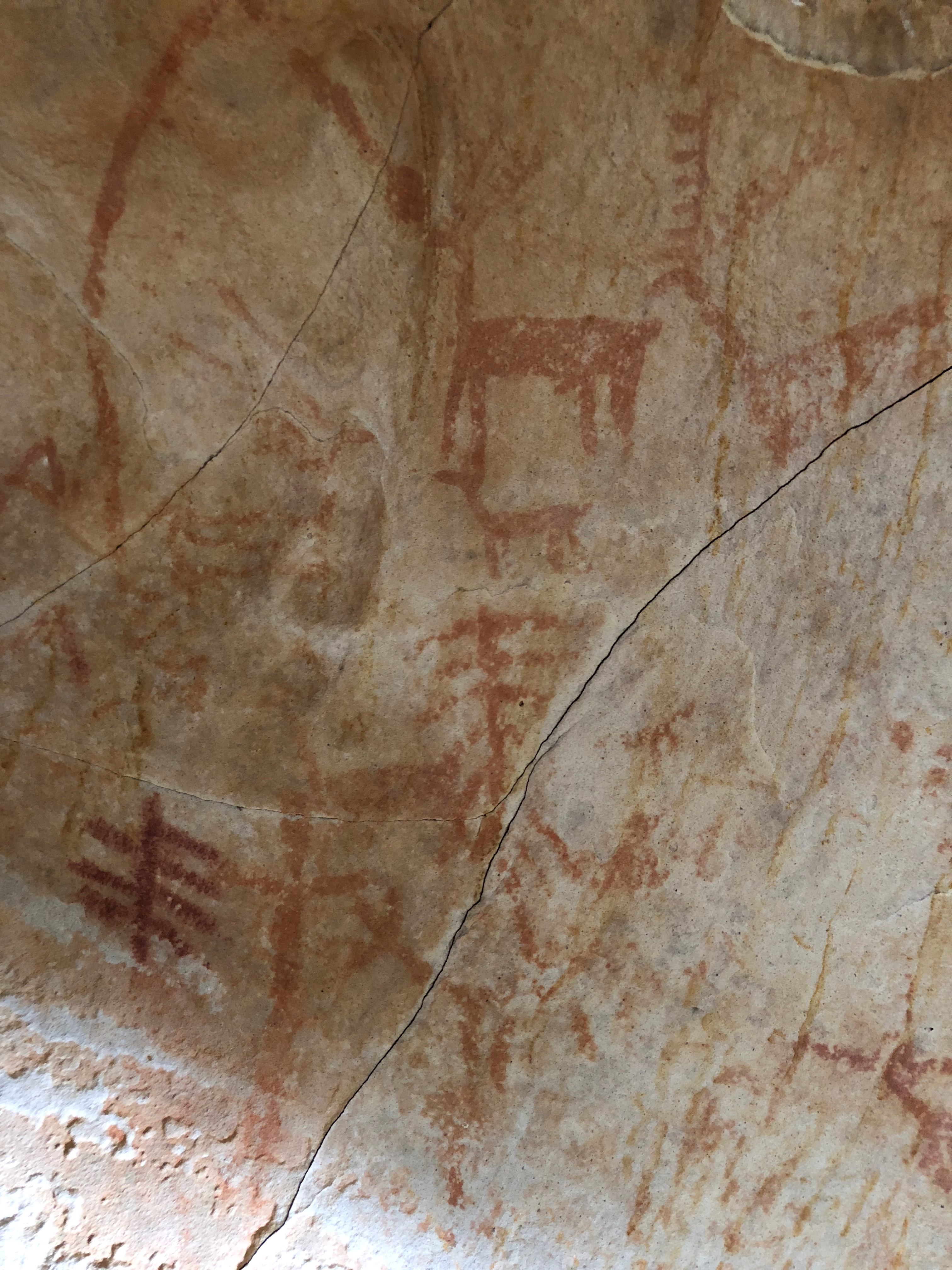
Caverna de Las Palomas

## O suporte rochoso das pinturas e gravuras

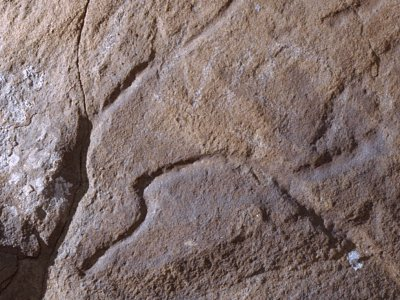
Gravado paleolítico: Cabeça de cavalo (Caverna do Muoro, Tarifa)

O suporte físico das manifestações rupestres do sul da província de Cádiz é constituído predominantemente por arenitos silícicos (Arenitos do Aljibe). Estas rochas sedimentares, que estão compostas por areias finas e grãos de quartzo mais ou menos grossos, caracterizam-se pela ausência de calcária. A cimentação em geral é silícica (silicatos frágeis), observando-se também algumas de óxidos de ferro.
Os abrigos destas serras foram formados nomeadamente pela erosão e a corrosão. Destaca-se, sobretudo, a abrasão eólica devido ao forte vento de levante, nas cercanias do estreito de Gibraltar sob situações anti-ciclônicas.
Em regiões de formação calcária e chuvas abundantes pode-se encontrar outro tipo de cavernas: as cavernas de dissolução. O dióxido de carbono dissolvido na água e os ácidos derivados dos componentes orgânicos do terreno dissolvem devagar a pedra calcária, formando cavidades subterrâneas.

## Proteção
A  25 de Abril de 2001, a Mancomunidade de Municípios do Campo de Gibraltar aprovou a solicitação de inclusão na lista do Patrimônio da Humanidade da UNESCO das manifestações de arte rupestre localizadas nas Comarcas do Campo de Gibraltar, de La Janda e zonas limítrofes, de jeito que se ampliasse o âmbito do conjunto, já declarado Patrimônio da Humanidade, Arte rupestre da bacia mediterrânica da península Ibérica. Também a comissão de governo da Mancomunidade de Municípios da comarca de La Janda acordou, a 20 de Novembro de 2003, a adesão à proposta.
A Comissão de Cultura do Parlamento de Andaluzia aprovou a 25 de Maio de 2006 por unanimidade a Proposição não de Lei 7-06/PNLC-000109, relativa à arte rupestre em Cádis e Málaga, a fim de instar à Junta de Andaluzia a que iniciasse ante as autoridades do Ministério de Cultura espanhol os trâmites para incorporar a arte rupestre das citadas províncias à lista do Patrimônio da Humanidade de UNESCO como parte do Arte rupestre da Bacia Mediterrânica da Península Ibérica. O primeiro trâmite deveria ser a inclusão na Listagem Indicativa de Candidaturas Espanholas, sempre levando em conta que somente é possível propor a UNESCO um conjunto por ano.